# Franz Soetbeer

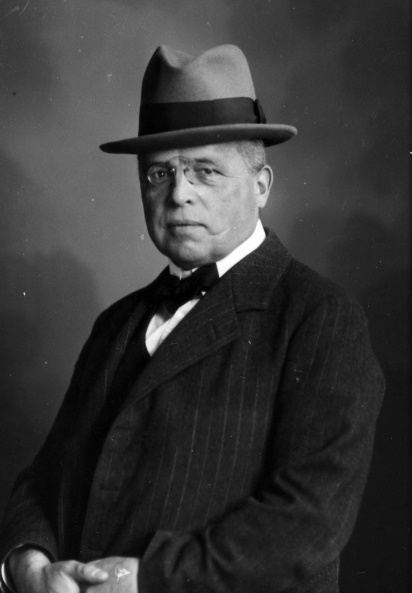
Franz Soetbeer

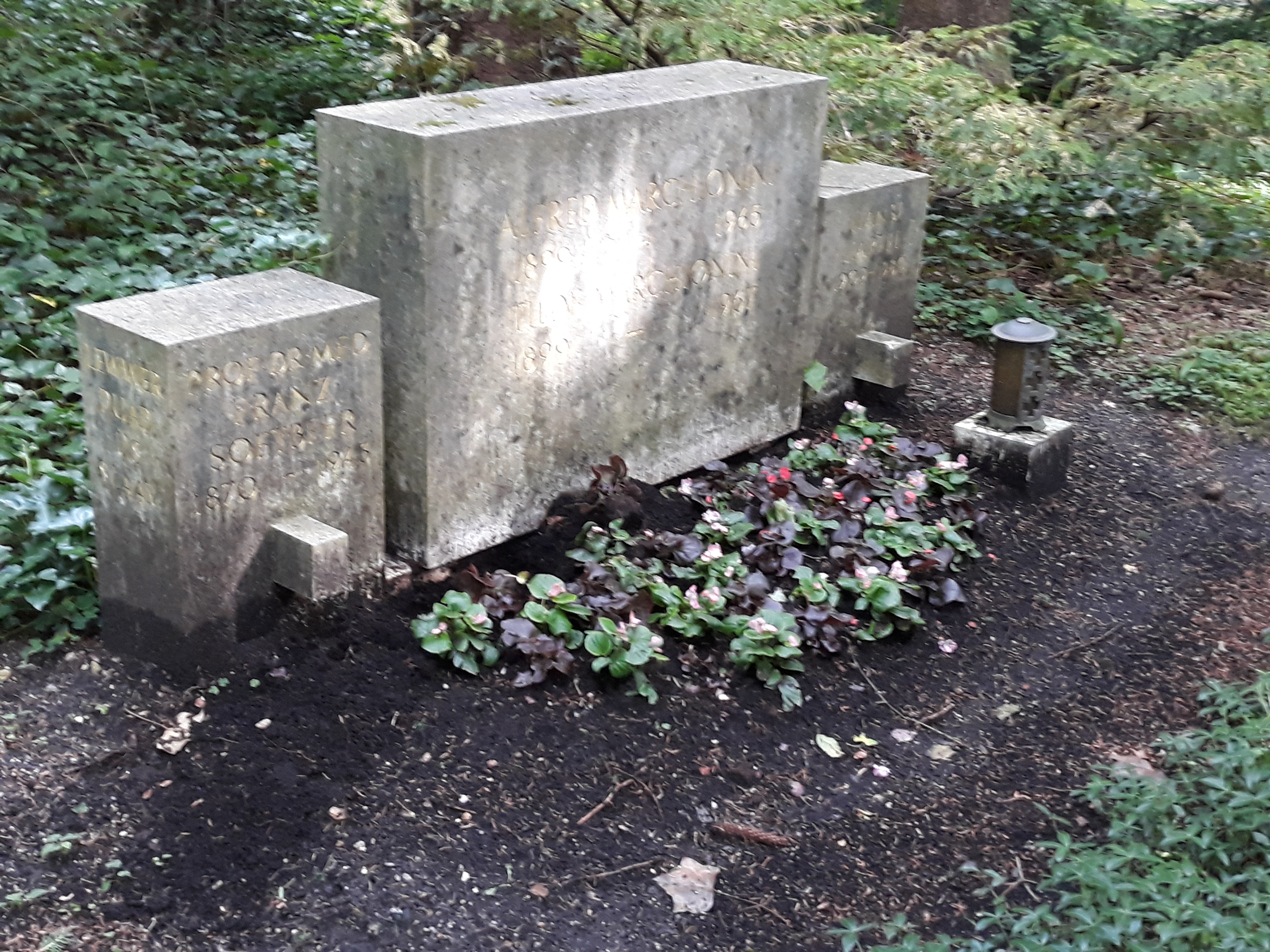
Das Grab von Franz Soetbeer (links; Inschrift "Lewwer duad üs Slaav!") im Familiengrab Alfred Marchionini auf dem Waldfriedhof (München)

Franz Soetbeer (* 6. Januar 1870 in  Altona, Provinz Schleswig-Holstein; † 27. März 1943 in Gießen) war ein deutscher Internist und Hochschullehrer.

## Leben
Soetbeer besuchte das Realgymnasium vom Christianeum und legte eine Ergänzungsprüfung am humanistischen Gymnasium zu Clausthal ab. Anschließend studierte er ab 1890 an der Universität Jena Medizin. 1891 wurde er im Corps Franconia Jena aktiv. Als Inaktiver wechselte er zum Wintersemester 1892/93  an die Christian-Albrechts-Universität zu Kiel, an der er das Physikum ablegte. Er kehrte 1893 nach Jena zurück, wo er das Staatsexamen bestand. Mit einer  physiologischen Doktorarbeit wurde er am 17. August 1897 in Jena zum Dr. med.  promoviert.

### Werdegang
Er wechselte an die Ruprecht-Karls-Universität Heidelberg und arbeitete in der Pharmakologie und in der Pädiatrie. 1902  habilitierte er sich für Innere Medizin. Von Oktober 1903 bis April 1905 war er zunächst Volontär, dann Oberarzt und Privatdozent an der Medizinischen Klinik  der  Königlichen Universität zu Greifswald.
Ab dem 1. April 1905 hatte er eine Stelle als Assistenzarzt an der Medizinischen Klinik vom  Universitätsklinikum Gießen inne. Ohne weitere Prüfungsauflagen verlieh ihm die  Hessische Ludwigs-Universität am 22. Juli 1905 erneut die Venia legendi für Innere Medizin.
Am 22. Februar 1908 erhielt er ein außerplanmäßiges  Extraordinariat. Er leitete das Balneologisch-Medizinische Institut der Universität Gießen in Bad Nauheim.

### Verfolgung und Enteignung
Während in Gießen jüdische Studenten nie mehr als 2 % der Studentenschaft ausmachten, hatte 1933 jeder fünfte Lehrstuhlinhaber jüdische Wurzeln. Unter ihnen waren Margarete Bieber, Fritz Moritz Heichelheim, George Jaffé, Ludwig Schlesinger, Richard Laqueur, Leo Rosenberg und Paul Mombert. Die drei jüdischen Medizinprofessoren waren Julius Geppert, Alfred Storch und Franz Soetbeer. Obwohl Soetbeer evangelischer Konfession war, wurde ihm am 20. Juli 1933 gemäß § 6 und § 7 Gesetz zur Wiederherstellung des Berufsbeamtentums die Lehrbefugnis entzogen und der Zutritt zur Klinik verwehrt; denn als Sohn einer (ebenfalls getauften) Jüdin galt er als „Halbjude“. Seine Arztpraxis wurde boykottiert. Im Frühjahr 1938 musste er deshalb sein Haus in der Frankfurter Straße 49 weit unter Wert an das Hessische Hochbauamt verkaufen. Es wurde der Verwaltung der Universitätskliniken zur Verfügung gestellt. Soetbeer zog in die Alicenstraße. Zehn Jahre später, mitten im Zweiten Weltkrieg, wurde er am 26. März 1943 von der  Geheimen Staatspolizei verhaftet und in den Keller ihres Hauses in der Neuen Bäue verbracht. Aus Verzweiflung nahm er sich am 27. März 1943 das Leben.
Vor Soetbeers Haus in der Alicenstraße wurde im September 2010 ein Stolperstein verlegt.

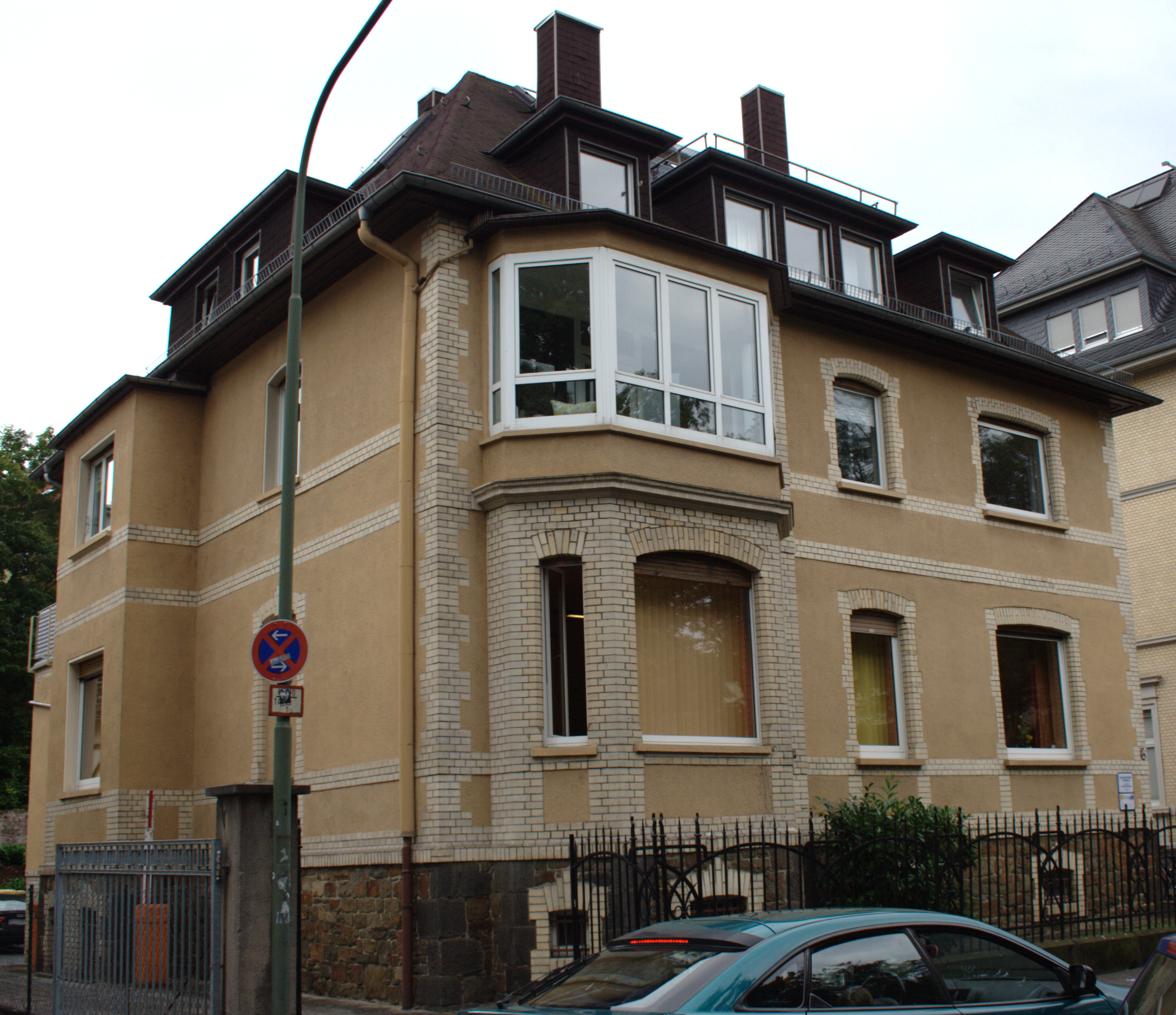
Soetbeers 2. Haus
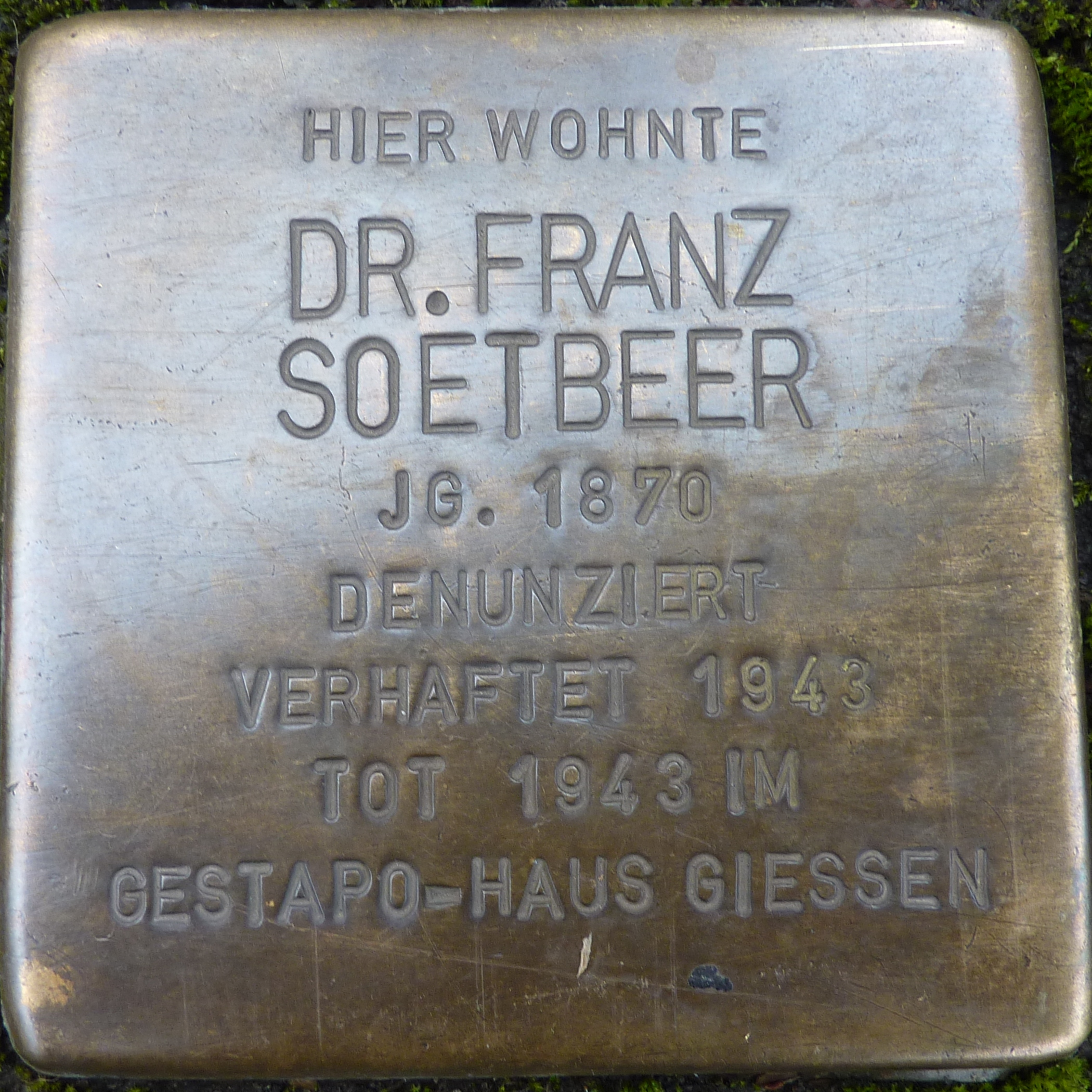
Stolperstein
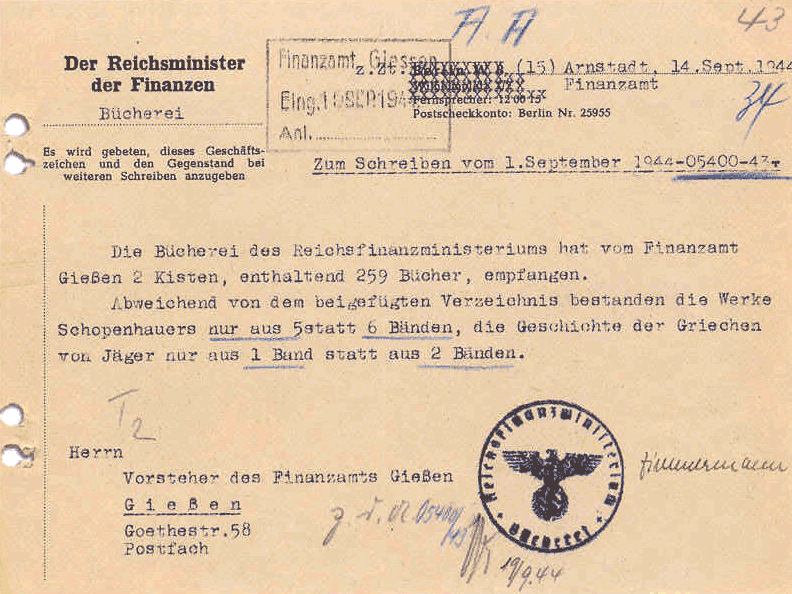
„Arisierung“ von Soetbeers Bibliothek